# Guarda in alto
Guarda in alto è un film italiano del 2017 diretto da Fulvio Risuleo.

## Trama
Teco inizia un viaggio sopra i tetti della città di Roma dopo essere rimasto incuriosito dalla caduta di un misterioso uccello.

## Distribuzione
Il film è stato presentato nella sezione "Alice nella città" alla Festa del Cinema di Roma il 29 ottobre 2017 ed è stato distribuito nelle sale cinematografiche italiane il 18 ottobre 2018.